# Jeolla Północna
Jeolla Północna (kor. 전라 북도) – prowincja położona w południowo-zachodniej części Korei Południowej. Została utworzona w 1896 roku z północnej części dawnej prowincji Jeolla. Stolica znajduje się w Jeonju, które było także stolicą całej prowincji sprzed 1896 roku.

## Geografia
Prowincja ta jest częścią regionu Honam. Od zachodu granicę wyznacza Morze Żółte, od północy graniczy z prowincją Chungcheong Południowy, od południa z prowincją Jeolla Południowa, a od zachodu z prowincjami Gyeongsang Północny i Gyeongsang Południowy. Góry Noryeong przedzielają prowincję. W części zachodniej dominuje pogórze, w części wschodniej niziny, przez które przepływają cztery rzeki: Somjin, Mankyong, Tongjin, Geum.

## Produkty
Produkty powstające w prowincji Jeolla Północna, to: ryż, jęczmień, bawełna, konopie oraz papier morwowy, używany w tradycyjnych drzwiach przesuwanych. Na pogórzu ważną rolę odgrywa chów bydła.

## Podział administracyjny
Jeolla Północna podzielona jest na 6 miast (kor. si) oraz 8 powiatów (kor. gun).

### Miasta
- Jeonju (전주시; 全州市— stolica prowincji)
- Gimje (김제시; 金堤市)
- Gunsan (군산시; 群山市)
- Iksan (익산시; 益山市)
- Jeongeup (정읍시; 井邑市)
- Namwon (남원시; 南原市)

### Powiaty
- Buan (부안군; 扶安郡)
- Gochang (고창군; 高敞郡)
- Imsil (임실군; 任實郡)
- Jangsu (장수군; 長水郡)
- Jin'an (진안군; 鎭安郡)
- Muju (무주군; 茂朱郡)
- Sunchang (순창군; 淳昌郡)
- Wanju (완주군; 完州郡)

## Klasztory buddyjskie
- Geumdang sa
- Geumsan sa
- Mireuk sa
- Naeso sa
- Baengnyeon sa
- Silsang sa
- Seonun sa
- Eunsu sa